# Rossegons
Els rosegons són uns bescuits dolços pareguts als carquinyolis, típics del País Valencià. Tenen la forma d'una llesca de pasta dura trencada en trossos i amb miques d'ametlla dins. El nom - atès la textura dura del rossegó - prové de l'acció de rosegar.